# 캄 테크놀로지
캄 테크놀로지(calm technology), 캄테크, 캄 디자인(calm design)은 기술과 사용자 사이의 상호 작용이 지속적으로 관심의 중심이 아닌 사용자 주변에서 발생하도록 설계된 정보기술의 한 유형이다. 기술을 통해 얻은 정보는 필요할 때 사용자의 주의로 원활하게 이동하지만 그렇지 않은 경우에는 사용자 주변에 조용히 머물게 된다. 마크 와이저(Mark Weiser)와 존 실리 브라운(John Seely Brown)은 캄 테크놀로지를 "정보를 제공하지만 우리의 집중이나 관심을 요구하지 않는 기술"이라고 설명한다.
캄 테크놀로지의 사용은 일상 생활에서 감지할 수 있는 컴퓨터의 침입성을 최소화하는 방법으로 유비쿼터스 컴퓨팅과 결합된다.

## 원칙
캄 테크놀로지로 간주되는 기술에는 준수해야 할 세 가지 핵심 원칙이 있다.
1. 기술에 대한 사용자의 관심은 주로 주변에 있어야 한다. 이는 기술이 관심의 중심과 주변 사이를 쉽게 이동할 수 있거나 기술을 통해 전달되는 정보의 대부분이 중심이 아닌 주변에 존재한다는 것을 의미한다.
2. 이 기술은 사용자의 주변 장치 사용을 증가시킨다. 이는 사용자에게 정보에 대한 과도한 부담을 주지 않음으로써 즐거운 사용자 경험을 제공한다.
3. 이 기술은 사용자에게 친숙함을 전달하고 사용자 주변의 과거, 현재, 미래에 대한 인식을 가능하게 한다.

## 같이 보기
- 인간-컴퓨터 상호 작용